# Anatoli Bogdanov
Anatoli Bogdanov (în rusă Анатолий Богданов; n. 1 ianuarie 1931, Leningrad, RSFS Rusă, URSS – d. 30 septembrie 2001, Moscova, Rusia) a fost un trăgător de tir ce a reprezentat Rusia, medaliat olimpic. A participat la două ediții ale Jocurilor Olimpice (1952, 1956) în care a câștigat două medalii de aur.